# Тур Альберты
Тур Альберты (англ. Tour of Alberta) — шоссейная многодневная велогонка по дорогам канадской провинции Альберта. Проводится ежегодно с 2013 года. Входит в календарь Американского тура UCI и имеет категорию 2.1.

## История
Тур Альберты является детищем бывшего профессионального велогонщика Алекса Стиды, который стал первым североамериканским гонщиком, надевшим жёлтую майку на Тур де Франс. Поехав в Эдмонтон, Стида почувствовал, что местная география и способность жителей «завернуть рукава и сделать что-то» делают провинцию идеальным местом для проведения многодневной велогонки, и он потратил почти десять лет на продвижение этой идеи. Она начала осуществляться в 2012 году, когда сторонники Стиды обеспечили поддержку Фонда развития сельских районов Альберты, представители которого посчитали, что такая гонка может прорекламировать провинцию мировой общественности. Предложенная гонка была санкционирована UCI в конце 2012 года и получила категорию 2.1, что сделало её одним из самых рейтинговых событий в Американском туре UCI. 
Первый выпуск гонки был проведен 3–8 сентября 2013 года. Гонка состояла из пролога и 5 этапов.

## Классификации
На гонке разыгрываются 6 индивидуальных классификаций. Лидеры каждой из них отмечаются специальными майками тех же цветов, что  и на Тур де Франс.
- Генеральная классификация
- Очковая классификация
- Горная классификация
- Молодёжная классификация
- Классификация канадских гонщиков
- Самый агрессивный гонщик

## Победители

### Генеральная классификация
| Год  | Победитель      | Второй          | Третий            |
| ---- | --------------- | --------------- | ----------------- |
| 2013 | Роан Деннис     | Брент Букволтер | Дамиано Карузо    |
| 2014 | Дэрил Импи      | Том Дюмулен     | Рубен Зепунтке    |
| 2015 | Бауке Моллема   | Адам Йейтс      | Том-Йелте Слагтер |
| 2016 | Робин Карпентер | Бауке Моллема   | Эван Хаффман      |
| 2017 | Эван Хаффман    | Сепп Кусс       | Алекс Хаус        |

### Другие классификации
| Год  | Очковая               | Горная             | Молодёжная   | Лучший канадец       | Командная               |
| ---- | --------------------- | ------------------ | ------------ | -------------------- | ----------------------- |
| 2013 | Саган, Петер          | Слагтер, Том-Йелте | Деннис, Роан | Андерсон, Райан      | BMC Racing Team         |
| 2014 | Навардаускас, Рамунас | Йейтс, Саймон      | Дюмулен, Том | Андерсон, Райан      | Garmin-Sharp            |
| 2015 | Мэттьюс, Майкл        | Перри, Бен         | Йейтс, Адам  | Вудс, Майкл          | Cannondale-Garmin       |
| 2016 | Джойс, Колин          | Челано, Данило     | Джойс, Колин | Катафорд, Александер | Silber Pro Cycling Team |
| 2017 | Випперт, Ваутер       | Коуэн, Александр   | Бурк, Джек   | Андерсон, Райан      | Rally Cycling           |